# طه الحيرش
طه الحيرش (مواليد 1 مايو 1977 في مدينة القصر الكبير شمال المغرب)، هو  كاتب روائي مغربي،  حاصل على الإجازة في شعبة الحقوق من جامعة عبد الملك السعدي بمدينة طنجة و فاز بــجائزة الكتارا للرواية العربية  غير المنشورة (شجرة التفاح )لعام 2017م.

## السيرة الذاتية
ولد المؤلف المغربي محمد طه الحيرش بمدينة القصر الكبير في المغرب في 1 مايو عام 1977. حاصل على الإجازة في الحقوق منجامعة عبد الملك السعدي بمدينة طنجة.يشتغل موثقا notaire، و ينشط كفاعل جمعوي في إحدى الجمعيات الثقافية (بصمات.كم) بمدينة طنجة تعنى بالرواية البوليسية تحديدا، وتشجع الكتابة والابداع في مجالات الآداب الأخرى،
```
فاز طه الحيرش بجائزة كتارا للرواية العربية لعام 2017.
[
1
]
[
4
]
```

## من مؤلفاته
- أزهار في تربة مالحة، 2016.[4]
- سلسلة روايات ، ثلاثية: "متاهة الحروف" (رواية “شجرة التفاح” - رواية “ملاك” - رواية “ما تبقى من موتي”).[5]

## الجوائز
- الجائزة الأولى في الرواية التي نظمتها القناة الثانية (دوزيم) عن روايته الأولى “أزهار في تربة مالحة”.
- جائزة الكتارا للرواية العربية لعام 2017 (فئة الرواية غير المنشورة) عن رواية “شجرة التفاح”.[6]